# キャプテン翼 (ゲーム)
本項では、漫画『キャプテン翼』を原作として各種ハードでコンピュータゲーム化された作品を挙げる。

## テクモ
テクモ（現：コーエーテクモゲームス）は、選手ごとにコマンドを選び、「ガッツ」と呼ばれる行動値を消費して実行させる新しいリアルタイムシミュレーションゲームのジャンルを確立させた。オリジナルの選手や必殺技も多数登場するが、原作に登場した技も多数再現されており、一度しか披露されていないようなものやその際の台詞などの再現率も高い。第1作から「V」まで一つの長い続き物語となっており、「II」以降はオリジナルストーリーで原作のその後を描き、アニメ・マンガをベースとした作品としては珍しく原作終了後6年間も独自の発展を続けた。
『ファミ通』が2003年にファミコン生誕20周年を記念して行った「最も心に残ったファミコンソフトは?」というアンケートでも『キャプテン翼』が27位、『キャプテン翼II』が51位に入り、キャラクターゲームとしては1位と2位を独占した。
キックオフ直前の状態でボタンを押さずに放置しておくと、アナウンサーのチャーリー高橋が勝手にしゃべり始める。なお、この頃は厳密にスポーツ関係の商標権等が意識されることはなく、さまざまなクラブ名が実名で登場する。
消費行動値であるガッツが不足している場合の「くっ!! ガッツがたりない!!」のメッセージは有名だが、これはファミコン版開発当時のプログラマーの口癖をそのまま使用したもの。
海外版では版権上の都合からキャラクターを変更して1992年にNES版『Tecmo Cup Soccer Game』を発売。1993年にはメガドライブ版『Tecmo Cup Football Game』の発売が予定されていたが、中止となっている。
また、本作のゲームシステムを流用した携帯電話ゲーム用アプリ『シネマティックサッカー』が2003年から発売されていた。

### ファミリーコンピュータ
テクモからファミリーコンピュータ専用ソフトとして発売された作品は以下の通り。
キャプテン翼
1988年4月28日発売。原作の【中学生編】・【Jr.ユース編】にほぼ準拠した内容。
当初は原作の連載中及びテレビアニメ放送最終年の1986年発売と発表されていたが、発売延期を繰り返した結果、発売されたのは原作及びテレビアニメ終了後の1988年4月28日と2年以上経過していた、当時のファミコンソフトで長期間に及ぶ発売延期が繰り返されたのは極めて異例であった。
試合の前半後半の合間に自分の好きなキャラと会話出来たり、試合の合間に町を探索したりという当時のファミコンゲームならではの要素もあった。この街を探索するのはアドベンチャーゲーム方式になっており、パリのエッフェル塔の下で岬と再会するシーンがモチーフとなっている。岬の捜索に成功すると、原作通り岬をJr.ユース編で使用できるようになる。
中学生編では原作の同時優勝という設定がそのまま使用された為、翼率いる南葛中が日向率いる東邦学園と引き分けでもクリアとみなされ、先（Jr.ユース編）に進むことができる。この場合は翼と日向が一緒に優勝旗を持つ。東邦に勝利し、南葛が単独優勝した場合は、優勝旗を持つのは翼のみになる。
Jrユース編では、予選リーグの対戦相手としてAグループ（アルゼンチン・イタリア・ウルグアイ）から2チーム、Bグループ（イングランド・ポーランド・スペイン・ポルトガル・ベルギー・カナダ・マレーシア）から2チームの計4チームがランダムに選出。そこに日本を含めた5カ国でリーグ戦を行い、日本は2位以上になれば予選通過できる。準々決勝は、予選に出てこなかったAグループの残りチームと対戦する。
ストーリーは原作をほぼ忠実に再現され、さらにテキストアドベンチャー形式のため、キャラの姿がドット絵で画面いっぱいに描かれ、原作の必殺技シーンがそのままトレースされるなど、原作の持つ大げさかつ荒唐無稽な魅力が忠実に再現されている。
元々はファミリーコンピュータ ディスクシステム用のソフトとして開発が始められたが、途中でROMカセットに変更になった経緯がある。また画面デザインは『ポートピア連続殺人事件』を参考にしているが、『ポートピア』では絵の部分が画面の1/4程度だったのに対し「これでは迫力が足りない」として画面上半分に拡大された。
キャプテン翼II スーパーストライカー
1990年7月20日発売。ストーリーはテクモのオリジナル。前作の『キャプテン翼』をベースにして作られた。詳細は「キャプテン翼II スーパーストライカー」を参照。

### スーパーファミコン
テクモからスーパーファミコン専用ソフトとして発売された作品は以下の通り。
キャプテン翼III 皇帝の挑戦
1992年7月17日発売。ドイツ主催のユニバーサルユース優勝をめぐって全日本と強豪国が白熱した試合を行う。ストーリー序盤では翼がブラジルのリオカップ優勝を目指す。それと同時進行で、海外へ散っている全日本の選手達はそれぞれの地域でドイツの選手と対戦。中盤以降は全日本として集結し、ユニバーサルユースに挑んでいく。他の作品では「翼VS日向」「岬VS松山」のように、日本人同士の対戦機会があるが、今作ではそれが一切ない。
なお、前作までは相手チームの一般選手は「てきの○ばん」「てきのキーパー」という表記だったが、今作から全ての選手に固有の名前が与えられている。また今作からオールスターモードも搭載されている。着メロが配信されている（これは第1作・IIも同じ）。
このゲームは原作を知らないプレーヤーが『キャプテン翼』シリーズのゲームを始めるにはうってつけのゲームであるという評もある。
キャプテン翼IV プロのライバルたち
1993年4月3日発売。タイトルの通り、若林以外の日本人選手も続々とプロの世界に参戦していく。分岐試合の勝敗により、ストーリーが分岐していき、最終的にエンディング等も変わっていくという新しい流れができた（最終的にジャイロカップ編、サッカーグランプリ編、親善大会編、ワールドクラブカップ編の4つに分かれる）。ジャイロカップ編と親善大会編、オールスターのエディットモードでは自分の分身となる選手が登場し、そこで選手名と強さのカスタマイズを決める。ストーリーモードで使えるのは必殺シュートだけだが、その名称は自由に付けられる。オールスターでは必殺シュート以外にも必殺ドリブル、必殺タックル、必殺ブロックを使えるが、技名は全てデフォルトで固定される。なお、試合中の実況では、プロ選手となった今作でも相変わらず個人名に「くん」付けで呼ばれている。
致命的なバグの多さから、シリーズ中の駄作扱いする文献もある。
キャプテン翼V 覇者の称号カンピオーネ
1994年12月9日発売。セリエA、アジアカップ、ワールドトーナメントの各パートに分かれるほか、日向、若林、シュナイダーなどの人気キャラのサブストーリーも存在する。IVでサンパウロに入団した新田が最終ボスチーム「カンピオーネ」の一員として全日本チームの敵に回る。「カンピオーネ」の監督として（その時点では）原作の1巻に名前だけ登場したロベルトの恩師であるジョアンが登場する。
今までのゲームの流れから一新して他サッカーゲーム同様のアクションであるが、それに従来のリアルタイムシミュレーションを融合させたシステムとなっている。
一部の選手にはボイスがついた。また前作までは敵チームのガッツは無限だったが、今作では敵チームにもガッツの制限が施されている（表示は無し）。
なお、敵チームがリードしている間に限り、試合中断中のメニューに「はげます」の項目が追加された。これを使用すると1度だけガッツを最大値に戻すことができる。パスワークなどが激しい分ガッツを消耗しやすいため、使用するタイミングが非常に重要となる。
『キャプテン翼 ワールドユース編』として連載が再開された影響で、前作までに展開されていたゲームオリジナルの要素（選手・必殺技など）が大幅に改変・削除されている。そのため、カルロス・サンターナは前作までは「カルロス」名義で登場していたのに対し、Vのみワールドユース編と同じく「サンターナ」名義で登場する。なお、 前作までは実況での選手名の表記に「〇〇くん」と表記していたが、Vのみ「〇〇選手」と表記される。
「V」にて初登場するオリジナル選手は原作者の高橋陽一のデザイン。攻略本にイラストも多数掲載されている。

### ゲームボーイ
テクモからゲームボーイ専用ソフトとして発売された作品は以下の通り。
キャプテン翼VS
1992年3月27日発売。原作の【小学生編】のストーリーと小学生編のキャラで日本代表を結成し「ワールドジュニア」に挑むオリジナルストーリーで構成される。ワールドジュニアの対戦相手として【Jr.ユース編】で対戦するチームが多く登場するが、映画で登場したカルロスやヘフナー、「II 」で登場したキムやシャなども参戦している。
試合画面は『キャプテン翼II』を意識した画面となっている。解像度の問題で画面が狭いのでチャーリーの絵は表示されず、ラジオ放送という設定になっている。このゲームでは主役選手以外の選手の名前が全員付けられることになり、名前の公募を行い、当選した人の名前が使われている。このゲームでのセーブはパスワードだが、CPU戦のフリー対戦モードで国内チームが全て使用可能になる「もりさきもつかつてね」といった洒落たパスワードが存在する。
タイトル通り、シリーズ初の対戦（通信対戦）では全チームから選ばれた有名選手26人の中から好きなメンバーを選んでオリジナルチームで対戦するのだが、選手選択のシステムが特徴的。まず1P側（先にタイトル画面で対戦モードをにカーソルを合わせて決定した方）が攻撃でPK戦を行い、勝った方のプレイヤーが先にキーパーを選ぶ事ができる。互いのキーパーが決まったら攻守を交代してPK戦を行い、勝ったプレイヤーが先に選手を1人選び、その後負けた方が選手を1人選ぶ。これをメンバー全員が決まるまで繰り返す。このPKはキーパーの能力値は関係なく、単純に確率の問題なので攻撃側が有利になっている。

### メガCD
テクモからメガCD専用ソフトとして発売された作品は以下の通り。
キャプテン翼
1994年9月30日発売。原作の冒頭から、【対修哲小編】・【小学生編】・【中学生編】までを再現。CDであることを生かし、ビジュアルシーン（試合以外のやりとり）においては、アニメ版の声優を用いて演出している。ゲームシステムは基本的に『II』『III』に準拠しているが、選手だけでなく選手のコマンドにもレベルと経験値が存在し、よく使用するコマンドほど能力値が高くなるシステムが追加されている。他にも、一度戦った試合をいつでも再戦できる「名勝負モード」、対人戦が可能な「2P対戦モード」などが追加されている。ファミコン版では未登場だった必殺技等も再現されており、「チャーリー劇場」は一試合ごとに違いがあり、原作で詳細が設定されていなかった敵チームのキャラクターには、様々な高橋陽一作品から容姿や名前が引用されており、細部に至って作りこまれている。また、【ジュニアユース編】は収録されていないが、シナリオをクリアすると2P対戦モードのみ、全日本ジュニアユースのメンバーで構成されたチームが使用できるようになる。
2022年10月27日発売のセガの復刻ゲーム機「メガドライブ ミニ2」に、プリインストールされる60作品の一つとしてメガCD版が収録される。移植はエムツーが担当。

### オリジナルの登場人物

#### 日本
チャーリー高橋
声：西村知道（メガCD版）
実況アナウンサー。キックオフさせずに放置しておくと勝手に喋り出したり、マイクをかじりはじめたり、眠り出したりと色々なパフォーマンスを繰り広げる。ドライブオーバーヘッドやスライダーキャノンといった必殺技の名前が、チャーリーの口から初めて明らかになることもある。「V」ではキャラ画像やパフォーマンスがなくなり、オランダ戦でのサイクロン封殺イベントやオールスターに出るのみとなった。なお、「I」の中学生編のアナウンサーの名前は「おがい」となっており、チャーリーと同一人物であるかは定かではない。
片桐陽子 (II-V)
片桐の妹で、日本サッカー協会に所属。全日本のマネージャーを務める。石崎に惚れられているが、アプローチされる度に毎回彼へビンタを喰らわせている。
高橋監督 (II)
南葛高校サッカー部監督。
ヤスヒコ (V)
ドイツ・ケルン所属。控え選手のためプレイヤーがケルンを操作する際に存在を確認できる。
カズヨシ (V)
イタリア・ジェノア所属。控え選手のためプレイヤーがジェノアを操作する際に存在を確認できる。

#### ブラジル

##### サンパウロ所属
レナート (II-V)
サンパウロのGK。ユースチームの頃から翼とはチームメイト。キーパーとしての能力値はかなり低い。ブラジルユースの代表選考では最終候補まで残る。「IV」でトップチームへ昇格後は正GKバモラの負傷という事態から即スタメン入りし、ラテンアメリカカップではブラジル選抜の控えGKに選出された。バモラ復帰以降はサンパウロの控えGKとなる。「V」ではサンパウロFCの控えGKを務めているが、代表には選出されなかった。
グラフィックはヘルナンデスの流用で、「II」では黒髪に褐色の肌、「III」以降は茶髪に薄橙の肌となっている。「V」ではヘルナンデスとアイコンを共有している。
「II」から「V」までサンパウロに所属し続けたのは彼とジウの2人だけである。
アマラウ (II-IV)
サンパウロユースチームのDFで、ブラジル代表。ドトールと双璧を成し、宙を舞うアマラウという異名からブロックやパスカットを得意とし、高いボールに強いのが特徴。ブラジル代表では、彼とドトールのみ必殺技を持たない。「IV」ではドトールと共にクルゼイロに移籍している。
ドトール (II-IV)
サンパウロユースチームのDFで、ブラジル代表。アマラウと双璧を成し、地を這うドトールという異名からタックルを得意とし、低いボールに強いのが特徴。「IV」で所属するクルゼイロではMFを務める。
ジウ (II-V)
サンパウロのFW。前述のレナートと同じく、ユースチームの頃から翼とはチームメイトである。ロングシュートが苦手だが、ダイレクトシュートを得意とする。
「IV」では、翼やレナートとともに念願のサンパウロトップチームへ合流。「II」から「IV」までは9番のポジションだが、「IV」でストラットが9番を務める期間と「V」では11番となる。
バモラ (IV-V)
サンパウロトップチームの正GK。「IV」開始時点では怪我で離脱している。ブラジルリーグOP編の第1戦からチームに復帰するが、その他のルートでは登場しない。グラフィックは若林の色違いだが非常に陽気な性格で、片言の敬語で話す。必殺技は「ビッグハンドキャッチ」。「V」ではサンパウロの正GKであると同時に、ブラジル代表の控えGKも務める。必殺技の使用時に「バモラァァ！！」と叫ぶようになり、容姿は若島津を短髪にしたような精悍な顔つきとなっているなど、人物像は「IV」から大幅に変わっている。
ネルソン・ベベット (IV)
サンパウロのMF。41歳のベテラン選手で、セリエAでのプレイ経験もある。ストラットの離脱した穴を埋めるため、片桐が紹介した。ブラジルリーグOP編の第2戦からサンパウロへ加入。既に選手としてのピークは過ぎているが、そのハンデを技術と経験で補うベテランの鑑。翼に先輩としてプロの心構えを教える。必殺技は「エンベロープシュート」と「頭脳的なドリブル」。
マウリシオ (IV-V)
サンパウロのMF。翼や新田よりも若く、血気盛んで居丈高なトラブルメーカー。しかし、翼らに諭されてから改心し、翼達を「先輩」と呼んで慕うようになる。ワールドクラブカップ編の第1戦から、新田と共にサンパウロへ加わる。「IV」で初登場した際は必殺ドリブルの「スキルステップ」しか持っていないが、ルートを進めていくと新たに「ドライブオーバーヘッド」と「ジョルトシュート」を覚える。
なお、「V」では同名の人物がイタリア・サンプドリアに所属しているが「IV」で使用していた必殺技は何一つ所持しておらず、容姿も全く異なるため同名の別人の可能性が高い。当然のように翼とのイベント等も存在しない。
オリベイラ (V)
サンパウロのMFで、ブラジル代表。クラブ・代表ともに主将を務める。スランプに陥ったサンターナを奮起させる為、コパ・アメリカの決勝戦をボイコットした。ワールドトーナメントでは主将の座をサンターナに譲った。必殺技は「パワースワーブ」。
ジョアン (V)
「V」のサンパウロFCの監督であり、カンピオーネの監督。かつてのロベルト本郷の恩師でもある。心血を注いで育てたロベルトが怪我で引退したことに絶望しサッカー界から姿を消していたが、後に監督となったロベルトの活躍に触発され、突如サンパウロの監督にカムバックを果たし、新田を急成長させ、シニョーリやアルシオンらを育てた。
名前自体は原作1話から何回か登場しているが、「V」発売時点では原作未登場だった人物。原作で初めて描かれたのは「ライジングサン」であるが、容姿・性格・思想のいずれも全く異なる人物となっている。

##### その他
リベリオ (II-III)
コリンチャンスのFW。「バナナシュート」を得意とし、コーナーキックからでも放ってゴールを狙ってくる。「II」のブラジル代表では10番を務めるが、後半からはコインブラが登場する為にベンチへ退く。「III」では序盤のコリンチャンス戦に登場するが、ストーリー終盤のブラジル代表としては登場しない。
クラウディオ・メオン (II-IV)
グレミオのGK。ドライブシュートの通用しないキーパーだが、オーバーヘッドキック等のダイレクトシュートに弱いという、キーパーとして致命的ともいえる弱点を持つ。「II」では翼の「ドライブオーバーヘッド」によって弱点を突かれ敗北する。しかし「IV」でスポルチに移籍後はドライブシュートが通用するようになってしまった。
作中での評価は作品ごとに異なる。「II」ではコインブラに散々酷評されるが、「III」ではダイレクトシュートに対する耐性を克服した上、ドライブオーバーヘッドにも完全耐性を持つようになる（「IV」では耐性がなくなる）。「IV」のラテンアメリカカップ編ではブラジル選抜の正GKとなる。ストラットが「こいつには去年の借りがある」と発言しているが、詳細は明らかになっていない。
グラフィックはヘルナンデスの流用で、「II」では青い髪に赤みがかった肌をしていたが、「III」以降はレナートと全く同じ茶髪に薄橙の肌となっている。
トニーニョ (II-IV)
パルメイラスのFWで、ブラジル代表ではMF。どんな位置からも「ドライブシュート」を放つ。ネイとのコンビ技である「ブースターシュート」は彼がフィニッシュを行う。パルメイラスに所属しているのは「II」のみで、「IV」では所属していない。
ネイ (II-IV)
パルメイラスのFWで、ブラジル代表ではMF。必殺ドリブル「消えるフェイント」を使う。トニーニョとのコンビ技である「ブースターシュート」は彼がアシストする。発動はボールを蹴りだす彼のみ可能であり、当然ながらトニーニョがいないと成立しない。トニーニョと同様、「IV」のパルメイラスには所属していない。
ザガロ (II-IV)
サントスのFWで、ブラジル代表。日向同様腕をまくり、「強引なドリブル」と、パワーが非常に強くウナギのようにうねうねと曲がるキーパー殺しのシュート「ダブルイール」を放つ。「II」のサントス戦のミーティング時にロベルトが「ちなみに イールとは ウナギのことだ カバヤキにすると うまいぞ」と突如それまでの流れから外れたことを言う。「IV」ではバスコ・ダ・ガマに移籍し（そこでのポジションはMF）、腕まくりの描写がなくなった。また、同作のラテンアメリカカップのブラジル選抜には入っていない。
ディウセウ (II-IV)
サントスのDFで、ブラジル代表。「パワー」系のディフェンス技とオーバーラップからの強烈なヘディング技「キャノンヘッド」を使う。パワー系のディフェンス技を使う選手には珍しく「強引なドリブル」を持っていない。「IV」ではブラガンチーノに移籍。ラテンアメリカカップのブラジル選抜の中では、他のメンバーに比べて能力値は低めに設定されている。
サンタマリア (II-IV)
フラメンゴのMFで、ブラジル代表。「バナナシュート」を使い、コーナーキックからゴールを狙う。ブラジル代表では「中盤の指揮官」として、前線にパスを送る役目もする。ブラジル代表時、及びフラメンゴ所属時は6番のポジションだが、「IV」でグアラニーに移籍した際は同チームで10番を務めている。
ジェトーリオ (II-IV)
フラメンゴのDFで、ブラジル代表。積極的にオーバーラップし、「ドライブシュート」を放つ。「IV」ではフラメンゴに所属していない為、ブラジル代表としてのみ登場。
エウゾ・ゲルティス (II-V)
イタリア・インターミラン（インテル）でプロとして活躍し、「キーパーマシン」の異名を持つブラジル代表のGK。「II」において、ブラジルユースを率いるロベルトがワールドユースで勝つため直々に呼び寄せ、そこでピエールとナポレオンのコンビ技・スライダーキャノンをあっさりと止め、フランスを完封する活躍を見せた。しかし、「V」では日向のファイナルタイガーの前に手も足も出なかった。必殺セービング「ダークイリュージョン」は「IV」とそれ以外の作品で演出が大きく異なるが、基本的にコート上から姿を消したゲルティスが突如ボールの前に出現してシュートを防ぐという内容は共通している。
ストラットとはイタリアリーグで対戦経験があるため知り合っており、ストラットがブラジルにいることをストラットの彼女であるミアータに教えた（事情はストラットの項を参照）。
黒い長髪に褐色の肌をしており、グラフィックは「II」〜「IV」では若島津の流用、「V」ではミューラーの流用となっている。
アルツール・アンチネス・コインブラ (II-IV、V)
フラメンゴのFWで、ブラジル代表。「II」のサブタイトルを冠する「スーパーストライカー」。詳細はアルツール・アンチネス・コインブラを参照。
ナシメント (V)
ブラジル代表のFW。「ドライブシュート」を操る頼れるストライカー（ウィング）である。主将のオリベイラからはピッチ外で相談を受ける程信頼されている。
シニョーリ (V)
イタリア・パルマのFWで、ブラジル代表。ジョアンにより鍛えられた"芸術作品"の一人であり、16歳という若い年齢ながらファンベルグ率いるミランをダブルハットトリックで降し、日向をスランプに追い込むほどにまで苦しめた。しかし翼に負けた為にワールドトーナメントでは「カンピオーネ」から「落ちこぼれ」として外される。そのためブラジル代表としてサンターナと共にナショナルチームとして参加する事になった。日本戦ではスランプから復活した日向の「ファイナルタイガー」を土手っ腹に打ち込れ、後半にはサンターナと交代しベンチに下がる。
ジョアンに育てられたために個人技では優れるものの、チームプレイをまったくせず、そのことを翼やサンターナたちから教わりチームワークの大切さを覚え改心する。カンピオーネからは外されたが、カンピオーネの一般キャラクターより高い能力を持つ。
必殺技はジョアンにより鍛えられた素早いスピードと身軽な動きで巧みに相手をかわす「芸術的なドリブル」と、ゴールに背中を向けつつ回転しながら落ちてきた浮き玉をシュートする「アクセルスピンシュート」、そして「オーバヘッドキック」。シュートを決めると「へへん、ちょろいね」と決め台詞を言う（担当声優は明かされていないが、山田栄子氏と思われる）。
ジャイロ (II)
かつて「伝説のエースストライカー」と呼ばれていた選手で、後に翼やディアスの代表技となる「伝説のシュート」と呼ばれた「サイクロン」を武器にブラジルで多大な戦績を残した。ヘディング(というより浮き球関係)が苦手という、ストライカーとしては致命的な弱点を持っていた。浮き球のセンタリングや競り合いに対応するためにサイクロンを編み出した。サイクロンは無敵のシュートを止められるキーパーは誰一人としておらず、非公式の試合も含めて1000近いゴールを挙げたとされている。「II」において名前だけ登場し、「IV」では彼の名が付いた「ジャイロカップ」が開かれる事になる。また「V」で、自身の後継となれる選手がいなかったため、体がボロボロになるまで引退できなかったということが、オリベイラとナシメントの会話により明らかになる。

#### ドイツ
テオドール・カペロマン (II-IV)
ハンブルガーSV (II)→メキシコのモンテレー(III)のFWで、ドイツ代表ではMFを務める。必殺技はボールが左右にうねるように動く「サイドワインダー」。「III」のみタッチライン付近では能力値が上がってかなり強化するが、ペナルティエリア内だと逆に能力値が下がる。
「II」でバイエルンに移籍したシュナイダーの代わりとして登場。「III」で主要キャラの1人として昇格し、日向と若島津が所属するメキシコシティの対戦相手として立ちふさがる。そこで、さらにパワーに磨きをかけた「サイドワインダー」を駆使して彼らを大いに苦しめた。しかし「IV」では弱体化し、タッチライン付近にいても能力値は上がらなくなった。親善大会編に至っては後述のフライハイトにポジションを奪われる為、彼は試合に出られない。
メッツァ (II-IV)
ハンブルガーSV(「II」のみ所属)のMFで、ドイツ代表。シェスターとともにゲームを作る。「II」でのポジションはボランチであったが、「III」と「IV」ではシェスターがボランチに下がったため、代わりに彼が10番を担う。必殺技は「トップスピンパス」。ゲームシリーズでは数少ない必殺パス持ちの選手。
ポブルセン (IV)
ハンブルガーSVのFWで、ドイツ代表ではMFを務める。サッカーをまったく楽しんでおらず、それが原因で昔サンパウロFCへの入団を断られた。自分の代わりにサンパウロに入団した翼に対して憎しみを抱いている。それ故、試合中でも翼に対して反抗的な態度を取るなど暴言を吐いたりする。必殺技の「フレームドリブル」と「マーダーショット」は共に多くの相手選手を弾き飛ばすほど強力。しかし、若林いわく「根はいい奴」。
フライハイト (IV)
ドイツ代表のMF。旧東ドイツの天才プレイヤーで、「雨の使者」という異名を持つ。ドイツの統一によって旧西ドイツメンバーであるシュナイダー達と合流した。天候次第で、使用可能な必殺技が変化する。雨天時は水関連の必殺技「ウォッシャードライブ」「ウォータードリブル」「ハイドロプレンタックル」を、晴天時は「レインボウパス」をそれぞれ使用。ストーリーモードでは、彼の特性を生かすために必ず前半のみ雨が降り、後半からは止む設定である。ちなみに彼は親善大会編のラスボスとして登場するが、これにより前述のカペロマンは試合に出場できなくなる。
ミッターマイヤー (V)
シュツットガルトのFWで、ドイツ代表の控え選手。各国のリーグを渡り歩き、七色のシュートパターンを持つとされるベテラン選手。必殺技も「ドライブシュート」「バナナシュート」と使え、隠し必殺技として「ロビングシュート」も使える。
ヘルマー (V)
イタリア・ローマのMFで、ドイツ代表。カルツ、シェスターらを上回る能力を持ち、彼らとともに中盤を支配する。必殺技「ドライブシュート」を操る。
フランツ (V)
ドイツ代表の監督。かつて「皇帝」と呼ばれた伝説的選手。ワールドトーナメントを勝ち上がるために、シュナイダーとミューラーを猛特訓した。結果、シュナイダーは「フレイムフラッシュ」を完成させた。

#### フランス
ジャン・ピエール・ピピン (IV-V)
ACミランのFWで、フランス代表。ACミラン・スーパー・カルテットの1人で、若林相手にペナルティエリア外から1試合で3点奪うほどの実力者。必殺技は「ホーミングショット」であるが、これを使用するのは「IV」のみで、「V」では使用できない。翼のネオサイクロンの欠点を指摘し、プロとしての心構えを教える。「IV」のACミラン所属時は、ヨーロッパ奮闘編とワールドクラブカップ編において、後半からストラットと交代でベンチに下がる。

#### イタリア
ランピオン (II-IV)
ローマのFWで、イタリア代表。「ローマの鷹」の異名を持つ。必殺技はヘディング技の「ロケットヘッド」。「IV」のイタリア代表ではMFであるが、後述のバンビーノが代表入りする親善大会編には登場しない。
ストラット (IV-V)
ブラジル・サンパウロ(IV)→ACミラン(IV-V)のFW（サンパウロ初期のみMF）で、イタリア代表。長い金髪を後ろで結んだヘアースタイルが特徴。かつてはACミランに在籍していたが、同僚で親友のバンビーノにタックルで誤って怪我を負わせ、恋人のミアータを置いて逃げるようにブラジルへとやってきたという過去がある。その経緯から周囲には厳しい態度を取り、翼に事あるごとに食って掛かったり、失点したレナートを「ポストの方がまだマシ」などと罵るほどである。更にタックルに対して恐怖心を抱いており、タックルが絡むプレイでは必ず失敗する。そのため、精神的に欠けていた。しかし翼の助言によってそれを克服、自らの背番号だった10番を快く翼に譲り、以降は良きライバルの一人となった。
後にACミランに復帰（ルートによって復帰を決意させる人物が異なる）。宇宙空間をバックに放たれる必殺技「メガロゾーンシュート」を武器に、翼の前に立ちはだかる。得点源になり得る選手が前述のランピオンしかいなかったイタリア代表だが、彼の加入によって一気に恐ろしいチームへと変貌を遂げ、攻撃力が大幅に増した。一度心を開けば気のいい男で、翼のセリエA行きを勧めたのは彼である。サッカーグランプリ編では、決勝戦までに61得点を挙げ、ラスボスとして登場する。「V」ではセリエAで日向が奮起するきっかけとなる人物の1人。「IV」のACミランではピピンに代わって後半から登場するのに対し、「V」ではファンベルグが怪我により欠場する為、ACミランのスタメンとなっている。
バンビーノ (IV-V)
ACミランのMFで、イタリア代表（「IV」では親善大会編のみイタリア代表に所属）。細い目が特徴である。練習中にチームメイトであったストラットのタックルを受けて負傷し、選手生命を危ぶまれたが、見事に復活。ACミランに復帰したストラットとともにイタリア代表としても活躍する。必殺技は相手を銃に打たれたかのように弾き飛ばす「ショットガンドリブル」。ピピンのホーミングショットと同じく、これを使うのは「IV」だけで、「V」では使用できない。「IV」のACミランではヨーロッパ遠征編の後半から登場するのみだが、「V」の同チームではスタメンである。
ロッシ (IV-V)
ACミランのDFで、イタリア代表。「IV」ではどちらのチームとの試合でも要注意選手として名が挙がるが試合では平凡な能力しか持たない。「V」では必殺技こそ持たないが最高クラスの守備力を持つ。
ジャシント (IV)
イタリア代表のMF。日本との対戦直前に翼を見て強い危機感を感じる。必殺技はリベリと共同で行う「ツインタックル」。
リベリ (IV)
イタリア代表のFW。必殺技はジャシントと共同で行う「ツインタックル」。
マッツォ (IV)
ユベントスのFW。35億円で移籍してきた大型選手という前宣伝で、尊大な態度を取る。特に必殺技は持っていない。専用グラフィックのあるキャラクターでは珍しい浦辺の色違い。
ディーノ (IV)
ユベントスのGK。顎鬚が特徴。前述のマッツォに対してこちらは人格者で、「ユーベでプレイできる事が何よりの報酬」として、契約で揉めた事も全くないという。必殺技はないがGKとしての能力も高く、38試合連続無失点という驚異的な記録を誇る。サッカーを心から楽しんでいる翼に感心していた。
マンチーニ (V)
レッチェのMFで、イタリア代表の控え選手。セリエAに来た翼を最初から認めていた選手。カルチョフェスタで優勝したことにより、カルネバーレと共にイタリア代表の控えに昇進。必殺技はないが、ドリブルの素早さとキープ力がある。
カルネバーレ (V)
レッチェのFWで、イタリア代表の控え選手。「俺たちはこのメンバーで勝ち上がってきたんだ、今更よそ者はいらない」と発言し、セリエAに来た翼のことを最初は認めていなかった。しかし翼が来てから順調に勝ち続け、次第に中心選手になっていったことにより、少しずつ翼を認めるようになる。必殺技は「強引なドリブル」だが、ドリブルの能力が高くないため、ぶっ飛ばす（抜く）ことはまれで、大抵こぼれ球になる。ドリブルのスピードが遅い。
ファケッティ (V)
ユベントスのMFで、イタリア代表。クラブ・代表ともに主将を務める司令塔。自分勝手な日向に対し叱咤するものの、実力は認めており日向へのサポート役に積極的に回る。偵察に来ていた三杉が、スタメン落ちした日向に対して、若島津との合同猛特訓を課しているのを目の当たりにする。その後、日向の復帰を推進した。必殺技は「ピンポイントパス」。

#### 中国
リ・ハンネ/リ・バンクン (II-IV)
新星北京のFWで、中国代表。双子の兄弟であり、石崎と同じグラフィックである。ワンツー・リターンで攻めあがり、得意の空中サッカーで勝負する。二人でのコンビプレイで「昇竜脚」という必殺シュートを使う。「II」と「III」の昇竜脚は一方の肩を踏み台にハイジャンプしたもう一方がボレーシュートを放つという描写であったが、「IV」ではボレーシュートではなくヘディングを放つ描写に変更されている。父親が横浜の中華街でコックをしており、自分達も日本によく行くため、「II」のストーリー中に日本語で全日本メンバーと会話をしている。なお、どちらが兄でどちらが弟であるかは不明。
ルー (III-IV)
新星北京のGKで、中国代表。必殺技はボレーシュートのように急角度でシュートを蹴り返す足技「雷斬脚」。コントロールがいい技であるため、ただ蹴るだけではなく味方にパスができる。選手の能力値そのものは低いが、必殺技は極めて強力。並の必殺シュートでゴールを奪うのは容易ではない。

#### 韓国
シャ (II-IV)
韓国代表のFW。日向同様腕をまくり、「強引なドリブル」を使う。また、キムとのコンビ技「ツインシュート」を持つ。ブラジル代表のザガロ同様、「IV」では腕まくりをしなくなった。
キム (II-IV)
韓国代表のMF。シャとのコンビ技「ツインシュート」を必殺技に持つ。

#### ポーランド
マッハー (I-II)
ポーランド代表のFW。必殺技を持たないが能力値は高い。名前の通り足の速さが最大の武器で、通常の選手の倍近い速度でドリブルを行う。
ジャイッチ (II)
ポーランド代表のGK。実力は高く、自身の体をドリルのように回転させて必殺シュートの威力を相殺する必殺セービング「ローリングセーブ」を持つ。

#### イングランド
リネカー (I)
イングランド代表のFW。必殺技は持っていない。
ロリマー (II-IV)
マンチェスターのFWで、イングランド代表。「II」では必殺技を持っていないが、「III」以降は左右にはじくように動く「バウンドショット」を使うようになる。ボールが回ってきたら遠距離であっても積極的に打ってくる。「IV」のストーリーモードのマンチェスター戦では、後半から松山が出場する為にベンチへ下げられる。
リチャード (VS)
イングランド代表のFW。滑ったと見せかけてその反動で打つパワー型の「ジェットシュート」、「殺人タックル」、パワー型の「ごういんなドリブル」と3つの必殺技を使う。世界選抜には選ばれなかった。

#### 旧ソ連
ベラエフ (II)
ソビエト代表のFW。必殺技を持たないが能力値は高い。
ラシン (II)
ソビエト代表のGK。実力は高く、必殺技「ぶんしんセービング」を使う。

#### オランダ
イスラス (II-IV)
アヤックスのFWで、オランダ代表。サッカー界に突如現れ、天才的サッカーセンスと抜群のテクニックを持つ。そのドリブル速度に追いつくことは困難。そのスピードを活かした「こうそくドリブル」と「オーバーヘッドキック」を使う。ヨーロッパではシュナイダーと並び評価の高い選手であるが、「IV」ではオランダ代表には入れず。「II」と「III」ではドリブル倍速であるが、「IV」では通常のドリブル速度になった。
リブタ (II-IV)
オランダ代表のDF。「パワー」系ディフェンス技と「強引なドリブル」を持つ。「II」ではセンターバック、「III」ではサイドバックを務める。イスラスと同様に「IV」ではオランダ代表から外れ、彼の場合は同作のクラブチームにも所属していない。従って、「IV」ではオールスターのエディットモードに登場するのみ。
ファンベルグ (IV-V)
イタリア・ACミランのFWで、オランダ代表。ACミラン・スーパー・カルテットの1人。若林相手に1試合でペナルティエリア外から5得点を挙げた選手。通常シュートは必殺技に匹敵する程の威力で、必殺技に「オーバーヘッド」を持つ。通常の「オーバーヘッドキック」と動きは同じだが、彼のオーバーヘッドはボールが虹色に輝き、消費ガッツが多い。また、オールスターモードではプレイヤーが使用する場合のみシュート、ボレーシュート、ヘディングが必殺技扱いに変化し、消費ガッツが多くなるものの非常に高い威力を誇り、オーバーヘッドと同様にボールが虹色に輝く。基本能力値がずば抜けて高く、ストーリー上、実際の能力ともに「IV」最高のプレイヤーであり、ジャイロカップ編におけるラスボスでもある。しかし「V」では怪我のために、ミランの控え選手となっている。ワールドトーナメントでは若い選手の成長を期待して、ミランの一員として出場しているため代表には選ばれていない。能力値は相変わらず高いものの、必殺技や各種の特殊能力は所持していない。
フーリア（IV-V）
ACミランのMFで、オランダ代表。ACミラン・スーパー・カルテットの1人。必殺技はないが基本能力値はトップクラスで、「IV」においては全選手中最高のドリブル能力を誇る。「V」ではファンベルグ同様の理由で代表には選ばれていない。「IV」のACミラン所属時は基本的にスタメンとしてフル出場するが、ヨーロッパ遠征編ではバンビーノと共に後半から登場。
ニスケンス (IV-V)
ACミランのMFで、オランダ代表。ACミラン・スーパー・カルテットの1人。必殺技は持っていない。攻撃面ではフーリアに負けているが、その代わり守備面でフーリアに勝っている。「V」ではファンベルグ同様の理由で代表には選ばれていない。
クァール (IV-V)
スペイン・バルセロナのDFで、オランダ代表。優秀なリベロで、積極的にオーバーラップを仕掛けてくる。「IV」では必殺技を持たないが、「V」では牛殺しシュートの異名を持つ「アキュートシュート」を放つ。

#### アメリカ
ミハエル (III-V)
ロサンゼルスのFWで、アメリカ代表。石崎のライバル的存在で、彼を「サルザキ」と呼ぶ。石崎の「ヤマザルバスター」は彼の必殺シュート「ローズバスター」を見て編み出された。ナルシストで、周囲に薔薇を振りまく一見お笑いキャラクターだが、必殺ドリブル「ローズダンサー」の能力はゲーム中トップクラス。「III」での初登場時は「ローズダンサー」のみ所持しており、同作の2度目の対戦時に「ローズバスター」を習得。「IV」ではジャイロカップ編のみ、タックル技の「ローズスティール」とシュート技の「ローズスマッシュ」を覚える。そして「V」においては神の意志に目覚め、十字架をバックに放つ「ホーリークロス」という「アクセルスピンシュート」にも似たような必殺シュートを編み出す。「III」のユニバーサルユースの後半戦のみ、タックルを受けると彼の新調したソックスが破れ、怒りで能力値が大幅に上昇する特徴がある。
ジャック (IV)
アメリカ代表のMFでキャプテン。フィールド外では非常に紳士的な性格である。しかしフィールド内でボールを持つと性格が豹変し、「強引なドリブル」で相手を吹き飛ばしまくる。必殺技は他に「パワータックル」と「パワーブロック」。
ルーク (V)
アメリカ代表のFW。ラフプレイを得意とする。名前・容姿・プレイスタイルが劇場版に登場したシルベスター・ルークに酷似している。

#### アルゼンチン
バビントン (II-IV)
ブラジル・サンパウロユースチームのMFで、アルゼンチン代表。ディアスが天才と評されるのに対し、バビントンは秀才と評される。アルゼンチンでのJr.ユース時代、当時無敵を誇っていたファン・ディアス率いる「アルヘンティノス・ジュニアーズ」とほぼ互角の勝負をしたことが評価され、サンパウロFCに引き抜かれた。必殺技は持っていないが、翼と共にサンパウロのオフェンスをリードする実力者で各チームの主力選手と対等に渡り合える逸材。パスとドリブルが得意。「IV」ではサンパウロから離れる為、アルゼンチン代表として登場するのみである。
サトルステギ (II-III)
ブラジル・コリンチャンスのFWで、アルゼンチン代表。「II」では全選手中最高のシュート力を持ち、ブロックする選手を吹っ飛ばす必殺ヘディング「ダイナマイトヘッド」を持つ。
バティン (IV-V)
イタリア・フィオレンティーナのFWで、アルゼンチン代表。「IV」のアルゼンチン代表ではカージャレとツートップを組み、彼とのコンビ技として「ハイパーツインショット」を持つ。翼＆岬のコンビ以外では珍しく、互いを「バティンくん!」「カージャレくん!」と「くん」付けで呼び合う。「V」では相方のカージャレが登場しない為に「ハイパーツインショット」は消失し、代わりに個人技の「バティゴール」を所持する。
カージャレ (IV)
アルゼンチン代表のFW。必殺技に、バティンとのコンビ技「ハイパーツインショット」を持つ。「V」には登場しない。
ゴーゴン (V)
アルゼンチン代表のGK。GKとしての能力は中堅クラスだが、PKの阻止率が100%という特殊能力を持つ。

#### ウルグアイ
ダ・シルバ (II-IV)
ブラジル・グレミオ(II-III)→モンテビデオ(IV)のFWで、ウルグアイ代表。「II」では必殺技を持たないが、「III」からは必殺ドリブル「パッションスタンピード」を使うようになった。また、ビクトリーノとのコンビ技「パンサーストリーム」ではビクトリーノのシュートを一旦折り返すという役目がある。コンビ技としては数少ない、原作キャラクターとゲームオリジナルキャラクターの組合せとなる。
サルバトーレ (IV)
ウルグアイ・モンテビデオのFW。必殺技は実際のマシンガンのような独特な音と素早い動きが特徴の「マシンガンシュート」。
アグイレイラ (V)
イタリア・トリノのFWで、ウルグアイ代表の控え選手。直線上にボールの残像を作り出す「テトラヒドロンシュート」という必殺技を使う。
ルーベン (V)
イタリア・インテルのFWで、ウルグアイ代表。必殺技を持たないが、基本能力は高い。特にドリブルのスピードとキープ力に長けている。
カンピオーネへの入団を熱望していたが、レッチェとの試合に敗れたためにその望みは潰えた。ただしその実力は本物で、試合中にレッチェの選手が誰一人として止められず悲痛な叫びを上げるイベントがある。ウルグアイ代表ではアグイレイラを押し退け、レギュラーポジションを獲得している。

#### その他
ラムカーネ (III-IV)
ロシア・モスクワのGKで、ベルギー代表。「III」ではベルギー代表として、「IV」ではモスクワ所属で登場。どちらの作品でも最高の能力値を有し、ほぼ全ての必殺シュートを完封する必殺技「シャドーシールド」も持つ。前半戦で彼からゴールを奪うのは非常に難しいが、スタミナがない為に後半戦は弱体化。「III」では能力値が大幅に低下する。「IV」ではレベル1と同等のステータスになるが、最初からレベル1の場合は弱体化しない。
ミルチビッチ (IV)
コロンビア代表のDFで主将。「IV」のラテンアメリカカップで、翼達ブラジル代表の前に立ち塞がる。必殺技の「ナナハンタックル」はパワーが非常に強く、ほとんどの相手を跳ね飛ばしてしまう。このタックルがヒールリフトでも足に当たる危険性があると感じた翼は、即座に足にボールを挟みこんでジャンプし、そのタックルによる足への衝撃をなくす「クリップジャンプ」を編み出した。
ストーリー上では翼の引き立て役に甘んじているものの、「IV」では最強レベルのDFで、オフェンス能力も高くオーバーラップも狙ってくる優秀な選手。ストラットをザコ呼ばわりしているが、その彼からは「サノバビッチ」と呼び間違えられたことに腹を立て、ナナハンタックルで吹っ飛ばした。
カマーチョ（IV）
カメルーン代表のFW。必殺技は「ドラケンスマッシュ」。
シューマッハ (IV-V)
デンマーク代表のGK。「奇跡を呼ぶ男」という異名を持ち、「ミラクルウォール」という必殺セービングを使う。浮き球に対する飛び出し能力はトップクラスである。「IV」のサッカーグランプリ編においてブラジルを完封し、「カルロスもコインブラも大した事はなかった」と公言した凄腕の選手。「Ⅴ」ではマンチェスターに所属し、松山のチームメイトとなる。ナショナルチームでは登場しないため、メインシナリオでは対戦機会がなく、サブシナリオの「岬・松山の章」でのみ登場。
KAZU (IV)
「IV」のオールスターモードのみに登場。最初の必殺技は「フォーミュラシュート」だけだが、プレイヤーがシナリオをクリアする度に「グランドツーリング」「ハイパータックル」「スプレットミサイル」「クリアボム」という必殺技を覚え、全シナリオをクリアすると、「コンプリートスマッシュ」という必殺技を覚える。他の選手よりもドリブルの速度が速い。
エドゥアルド (V)
ローマのFW。「セリエAで1、2を争う破壊力」と称される必殺技「ローリングヘッド」を操る。
ラハマン (V)/ハーミス (V)
カタール代表のFW。カタール自慢の2TOPで、2人とも必殺技「バナナシュート」を使う。
スルタン (V)
UAE代表のGK。中東最強のゴールキーパー。高い判断力を持ち、必殺技「ビッグハンドキャッチ」を使う。
ラディ (V)
イラク代表のFW。イラクのエースストライカー。「ドライブシュート」「オーバーヘッド」「ダイビングボレー」と三つの必殺シュートを使う。
クスタ (V)
マレーシア代表のDF。ブラジルのバスコ・ダ・ガマに所属。ワールドトーナメントでは「カンピオーネ」の一員で必殺技「パワーチャージ」「パワーブロック」「パワータックル」を使う。ストーリー上で「芸術的なドリブル」を使うシーンはあるが、選手の必殺技としては持っていない。
サビチェビッチ (V)
「カンピオーネ」のGK。必殺セービング「ダブルアームスマッシュ」は実在するプロレスの打撃技・ダブルスレッジハンマーにより相手のシュートを打ち返すという荒業で、ルーの雷斬脚と同様にセービングとパスの両方の役割を果たす。能力的にはほぼ最強のキーパーだが、判断力がやや低いという欠点がある。しかし必殺セービングは強力で、日本の必殺シュートもほとんど通用しない。
アルシオン (V)
声：橋本晃一
「カンピオーネ」のMF。「V」のラスボスにしてジョアンの"最高傑作"。「カンピオーネ」では新田とコンビを組む。キック力、ジャンプ力、走力と、いずれをとっても最強クラスの能力を誇り、「芸術的なドリブル」を始め、若林すら吹き飛ばす破壊力抜群の直線シュート「スターバースト」、超上空からのオーバーヘッド「シューティングスター」という必殺技を持つ。他に「オーバーヘッドキック」「バックスピンパス」、更に「カウンターシュート」まで使う。
また決勝戦のさなか、ジョアンの教えたサッカーでは日本に通じないと悟ったアルシオンは、ハーフタイム中にジョアンに反抗が生じるなど反乱をおこし、勝つためにはチームワークが必要だと悟った結果、新田とのコンビシュート「シャドウストライク」やチームメイト全員での超高速芸術的パスワーク「ラ・オルケスタ」を編み出す。

## バンダイナムコエンターテインメント
バンダイナムコエンターテインメント（2006年版まではバンダイ）から発売された作品は以下の通り。
キャプテン翼J 全国制覇への挑戦
ゲームボーイ。1995年9月14日発売。『キャプテン翼J』とのタイアップ。小学生編が舞台となっている。
キャプテン翼J THE WAY TO WORLD YOUTH
スーパーファミコン。1995年11月17日発売。『キャプテン翼J』とのタイアップ。バトルでの主導権争いが連打というサッカーゲーム。クラブチームの名前などが、架空の物にされるようになった（サンパウロFC→サンパスFCなど）。
ゲームのスタイルはテクモのタイトルと似ているが、メイン画面はボールを持った選手の攻める方向が常に手前になるようになっているため、ボールを奪うたびに180度画面が回転して切り替わる。プレーヤーが攻める時には手前に攻めていくが、画面にゴールが表示されたころにはゴールラインを割っている。敵に攻められる際にはシュートを打たれてからゴールとキーパーが表示されるため、防ごうと思っても手遅れ。必殺シュートは連打の具合によってキーパーのブロックの結果が決まり、相当に近づかないと必殺シュートを打つこと自体できないため、普通のシュートの方が使い勝手が良いということになる。そのため、テクモのタイトルと比べるとこの作品の評価は低い。
ワールドユース編のアジア一次予選までが舞台で、そのあとに世界選抜戦となる。特定条件をクリアするとオランダユースとも対戦可能。
GBの「全国制覇への挑戦」のパスワードを使用することで、ストーリーモードで使用する選手の能力が上がる。また、声優は小学生編の基準にしている。
キャプテン翼J GET IN THE TOMORROW
PlayStation。1996年5月3日発売。『キャプテン翼J』終了から半年後に発売された。通常のサッカーゲームに、必殺シュート、必殺セービング、少々のドリブルテクニックなどがプラスされたもの。必殺シュートは格闘ゲームのようなコマンド入力か、簡単なボタン入力で使用する。
ストーリーモードの試合は、西ドイツジュニアユース戦から始まりタイユース戦の後、世界選抜戦となる。ストリートチームというオリジナルチームも登場する。
なお、ストーリーモードには出てこないが、イタリアジュニアユース、アルゼンチンジュニアユース、フランスジュニアユースも使えるようになる。レベルを上げると、オリジナルの必殺技を覚える選手もいる。また、育てたチーム同士を対人戦で使うことができる。
キャプテン翼
PlayStation 2。2006年10月19日発売。アニメ第1作目の声優、オープニングテーマを使用している。システムもシミュレーションを採用している部分も見られる。条件発生など原作の再現度を重視している。ただし実況の声はアニメと異なる。（参考リンク「キャプテン翼（PS2）」）
中学生編からJr.ユース編が舞台となっている。錦ヶ丘中戦がゲームオリジナルの構成となっている。
キャプテン翼 RISE OF NEW CHAMPIONS
PlayStation 4／Nintendo Switch。2020年8月27日発売。アニメ第4作目とのタイアップ。TVアニメで描かれた中学生編の追体験ストーリーと、その後の戦いを描くゲームオリジナルストーリーの2部構成。第2部では日本代表として「ジュニアユース ワールドチャレンジ」に参加する。原作に登場しないアメリカジュニアユースやセネガルジュニアユースなどのオリジナルキャラクターが登場する。

### オリジナルの登場人物

#### ストリートチーム
GET IN THE TOMORROWに登場するオリジナルチーム。全日本ユースの合宿にRJ7より先に現れるチーム。アジア一次予選のタイ戦の前でも登場し、情けない試合を見せるユース代表に野次を飛ばす。
4-2-4という攻撃的なフォーメーションを使用する。下記に挙げる選手はみな「デスクラッシュ」という強力な必殺シュートを放ってくる。
三坂
ストリートチームのキャプテンでFW。「全日本をぶっ潰す」ために現れた。必殺技にイーグルショットに似た「スネークショット」とフォアマンとのコンビ技「ブラックストリーム」というツインシュートを持つ。
フォアマン
FW。「ハイパーショット」という掛け声と共に放つ強烈なシュートを持つ。初戦時に翼がおらずがっかりしていたが、再戦時には翼を見つけてはすぐに握手を求めていた。
響
MF。「サタンクラッシュ」というボールが空中で不規則に変化しながら敵ゴールを奪う必殺シュートを持つ。
池田
MF。関西弁で話す。三坂との必殺ワンツー「通天閣攻撃」で攻め上がってくる。

#### 錦ヶ丘中
2006年版に登場。全国中学生サッカー大会2回戦で南葛が対戦する中学校。学校名は原作に登場しているため、選手のみオリジナルとなる。
天宮龍二
声：小田久史
錦ヶ丘中のキャプテンでMF。赤い竜をバックに高い位置からのジャンプキックでシュートする「天竜シュート」という必殺技を持つ。中国拳法を習得しており、翼と対決したときもカンフーの達人のような動きで翻弄した。
地崎広
声：勝杏里
FW。緑の竜をバックに低い位置でのボレーから地を這うシュートを放つ「地竜シュート」という必殺技を持つ。敗北後、石崎の顔に足を振りかざして彼を驚かせた。

#### ジュニアユース・ワールドチャレンジ
RISE OF NEW CHAMPIONSにて開催されるフランス国際ジュニアユース大会に代わるアメリカで行われる大会。原作に登場するジュニアユースチーム以外にも様々な国が参加する。
コルネリアス・ハイネ
声 - 寺島拓篤
ドイツジュニアユースのMF。ドイツ東部のドレスデンのクラブチームに所属し、「ドレスデンの妖精」の異名を持つ。年齢は若林やシュナイダーの一つ下で、シュナイダー達に対しては敬語で話している。しかし、かなりのお調子者で、年上のメンバーにもどこか馴れ馴れしい。一方で試合に敗北すると悔しさで涙するなどサッカーへの情熱は人一倍強い。ドイツ国内クラブのジュニアユース大会決勝、ハンブルク戦で若林からゴールを奪う活躍を見せるもシュナイダーのファイヤーショットで負傷退場となり試合も敗北、代表選考にも落ちてしまうが、フランス大会の中止とアメリカの医療機関でのリハビリによりアメリカ大会での代表入りを果たす。同じドイツ代表のシェスターからはドイツ代表の中盤の座を奪ったために忌み嫌われていたが、足のケガからのリハビリに努力していること、そしてサッカーに対する情熱からシェスターに認められ、共に戦うようになる。これによりドイツ代表の攻撃面が一層強化されるようになった。基本的にはシュナイダーへのアシストをメインとしておりシュナイダーとの連携パスも習得しているが、シュートを放つ場面も多い。デフォルトの必殺シュートはいずれもゴール手前でボールが勢いよく浮き上がる「フェアリーシュート」、ジャンピングボレーの「ヘブンリーシュート」。
ライアン・オルティス
声 - 広瀬裕也
アメリカジュニアユースのMFでキャプテン。13歳でNewHeroとは同級生であるため、NewHeroも会話では敬語を使用していない。とあるクラブ内で負け知らずの実力を持っていたがためか、ライバルを一切持たない傲慢な性格である。「プロジェクト・クラウン」計画を実行するにあたってジョージ・カージナルの指導の下、本拠地アメリカの「完璧なる優勝」を狙うべく、ブレイクやアズワンをも招集してデータ分析を行っている。しかし、その傲慢さゆえにデータの分析通りにならないと試合を投げ出してしまうこともある。そのことを気にかけていたブレイクとアズワンに、日本の楽しむサッカーに負けないサッカーを教えてもらい、臆病な性格を克服し、活気を取り戻した。デフォルトの必殺シュートはゴール手前で大きくカーブする「アナライズシュート」、足を巧みに動かしトリックシュートを放つ「ラボーナイリュージョン」、ブレイクとのコンビ技で、ブレイクの放つブレイクシュートをジャンピングボレーでさらに勢いをつけて放つ「ジャスティスブレイク」。
ブレイク・マーティン
声 - 武内駿輔
アメリカジュニアユースのFWで巨漢の白人。短気だが根は優しい性格。アズワンとは仲は良いが喧嘩をよくしている。ただ、全日本ジュニアユースとのプレマッチではアズワン達との相性抜群の攻守で完膚なきまでに圧倒させ、戦意を喪失させた。決勝でライアンの取り乱しがあった際は、アズワンと共にサッカーを楽しむことを教え、チームを引っ張っていった。デフォルトの必殺シュートはいずれもその豪快な体格から繰り出される強力なパワーシュート「ブレイクシュート」、強化版の「スーパーブレイクシュート」。
シェイク・アズワン
声 - 伊丸岡篤
アメリカジュニアユースのGK。ドレッドヘアが特徴の黒人で、負けず嫌いな性格。代表への執着が強い。全日本ジュニアユースとのプレマッチではドライブシュートやタイガーショット、スカイラブハリケーンなどをあっさりと止め世界のレベルの高さを全日本に見せつけた。決勝でライアンの取り乱しがあった際は、ブレイクと共にサッカーを楽しむことを教え、チームを引っ張っていった。
イスマイル・サンゴール
声 - 堀江瞬
セネガルジュニアユースのMFで、キャプテンを務める。気弱な性格で自分のプレイに自信を持っていない。確かなパスセンスとテクニックを持つが、セネガルの監督はそれに気づいていない。デフォルトの必殺シュートは無回転シュート「ナックルシュート」、足を巧みに動かしてボールに強い横回転をかけ、波打つようなシュートを放つ「アークブリッジシュート」。
ムーサ・マリック・ジャロ
声 - 林勇
セネガルジュニアユースのFW。体のバネから生み出されるスピードとジャンプ力が驚異的。かなり短気な性格で、セネガルジュニアユースの予選敗退後、的確に指導しなかった監督に反感を買う一面を見せているが、サンゴールのプレイは世界に通用すると信じている。デフォルトの必殺シュートはハゲタカをバックに放つ強力な弾丸シュート「ヴァルチャーシュート」。
ジャン
声 - 中島ヨシキ
フランスジュニアユースのDF。ナポレオンと対戦し共に退場になったことがある。ピエールと対峙した時には、強化試合でピエールが見せたプレイを抑えてみせた。その結果ピエールから追加セレクションに誘われ、新たに開かれた代表選考会でただひとり合格を果たす。スピードが売りのウルグアイ選手ラモン・ビクトリーノに匹敵する素早いスピードを持ち、彼から2度もボールを奪ってみせるなど、守備に貢献。その結果、それまで守りが薄かったフランスジュニアユースの大きな強化につながった。デフォルトの必殺シュートは直線状のシュート「ブーストシュート」。
レオナルド・ルチアーノ
声 - 白井悠介
イタリアジュニアユースのFW。性格に難はあるが、攻撃力強化のために招集された。プレイスタイルは芸術的でありファンタジスタの才能を持つといわれている。ジュニアユース大会をよりレベルの高いクラブチームへのアピールの場としてしか考えていなかった。参加初日、ヘルナンデスを含むイタリアジュニアユース11名を相手にし、ゴールを奪った。基本的に単独プレーが目立ち誰とも連携を取らないため、ヘルナンデス以外彼にパスを出すことすらなく、練習などでもチーム内で度々揉め事を起こし、特に同じFWのタルデリとは張り合うなど仲がかなり悪かったが、ヘルナンデスやNewHeroの影響もあって大会の中で少しずつ打ち解けていった。デフォルトの必殺シュートはゴール手前でボールのスピードが上がる「アクセルシュート」、チップキックで浮き上がらせたボールを踵でシュートする「カーテンコールシュート」、ヒールキックでボレーを放つ「フライングニールシュート」。
ケイジーニョ
声 - KENN
ブラジルジュニアユースのGK。日系人。「明るく楽しいサッカー」を信条とし、どんなシュートが飛んでくるのかをいつも楽しみにしている。GKのファンタジスタを目指しており、自前のカポエラを応用したアクロバティックなセーブを見せる。チーム内のミニゲームでは全てシュートを防ぐプレイを見せた。彼の曽祖父が日本で暮らしていた。ルートによっては若島津にカポエラを教えており、それにより若島津はアメリカ戦にてブレイクのシュートを止めている。
ジョージ・カージナル
声 - 樋渡宏嗣
中止となってしまったジュニアユースフランス大会に代わり『ジュニアユース・ワールドチャレンジ』のスポンサーを勤める、世界的IT企業の創業者。サッカーをアメリカのメジャースポーツにする「プロジェクト・クラウン」を計画し、優れた選手を世界中から集め、大会を主催した。また、最新鋭の「スタークラウンスタジアム」や、サッカースクールの創設をしたのも彼である。「プロジェクト・クラウン」計画の実行に伴い、あるクラブ内で活躍していたライアンに目を付け、それぞれのチームのデータ分析を指導する。日本の夏の全国大会も見ており、当初は翼以外に見るべき選手はいないと分析していたが、大会での全日本の成長をみて考えを改めている。
NewHero
声 - 上西哲平、川島零士、石谷春貴、木田祐、大野智敬、内田修一、塩尻浩規、高橋伸也、田所陽向、熊澤玄徳、井上拓真、新倉健太、桑田直樹、石毛翔弥、村上聡 (ボイスパターン順)
NEW HERO編の主人公。ふらの、武蔵、東邦、大友、南葛、花輪、比良戸のいずれかの1年生として入部し、ニューヒーローリーグを経て日本ジュニアユースに選ばれる。背番号は23番で固定。ポジションはFW/MF/DFから選択のため、GKにすることはできない。様々な選手と交流することで技を習得、ツインシュートやスカイラブハリケーンなどの連携技も覚えることができる。1年生のため多くの選手には敬語で話しているが、同学年である沢田タケシやライアンとは普通の口調で話している。

## コナミ
コナミ（現:コナミデジタルエンタテインメント）から発売された作品は以下の通り。
キャプテン翼 栄光の軌跡
ゲームボーイアドバンス。2002年2月21日発売。トレーディングカードゲーム形式。ゲーム発売の後にカードゲーム自体も市販化された。選手カードの間でボールを動かし、シュートやタックルの勝敗を選手の能力値と補助カードによるプラス値で決定した。必殺技に関してだが、キャプテン翼シリーズでは珍しく必殺技カードと使用条件が揃えば「どの選手でも」使用することができる。世界観は【ROAD TO 2002】に忠実で、実在選手と翼キャラが混在するJリーグを戦う。
キャプテン翼 新たなる伝説・序章
PlayStation。2002年5月16日発売。「インターナショナルカップ」を目指し、世界各国に散った翼キャラを集めていく。
キャプテン翼 黄金世代の挑戦
ニンテンドー ゲームキューブ。2002年9月12日発売。原作のワールドユース編のストーリーにプレイヤーの分身であるオリジナルキャラクターを参戦させて、物語を進める。
キャプテン翼 激闘の軌跡
ニンテンドーDS。2010年5月20日発売。 キャプテン翼誕生30周年記念として製作された。本編として中学生編・ジュニアユース編をプレイできる。クリア後の特典として東邦編・ふらの編・武蔵編をプレイできるようになる。個々に割り当てられたAPを使用して必殺シュートを使うなど、テクモ版に近い仕上がりになっている。

## KLab
KLabから提供されたサービスは以下の通り。「つくろうドリームチーム」「モバイル」「たたかえドリームチーム」はいずれもソーシャルゲーム。「RIVALS」はブロックチェーンゲーム。中学生編以降の内容を踏襲している。2012年には松木安太郎・セルジオ越後を起用したコマーシャルが放映された。
キャプテン翼〜つくろうドリームチーム〜
ニコニコアプリ（2011年2月16日公開）、Yahoo!モバゲー（2011年3月23日公開）。ユーザーは選手を集めて自分だけのドリームチームを作成し、チームを強化、育成していくことになる。必殺技や熱いシーンが、綺麗なアニメーションで再現されている。試合システムはテクモ版に近い仕様となっている。
キャプテン翼モバイル for Mobage
Mobage。2011年8月1日公開。2011年11月7日時点で登録者数が150万人を突破している。
キャプテン翼モバイルfor mixi
mixi。2011年10月31日公開。第1回mixiゲームアワード「mixiゲーム優秀賞 男性部門」を受賞している。
キャプテン翼〜つくろうドリームチーム〜for GREE
GREE。2011年11月30日公開。
キャプテン翼〜つくろうドリームチーム〜for iPhone
App Store。2012年4月24日公開。
キャプテン翼〜つくろうドリームチーム〜for dゲーム
dゲーム。2012年12月13日公開。
キャプテン翼〜つくろうドリームチーム〜for mixi
mixi。2013年2月19日公開、2014年3月31日終了。
キャプテン翼〜たたかえドリームチーム〜
App Store/Google Play。2017年6月13日公開。
キャラクターにボイスを実装。全日本Jr.のメンバーには概ねアニメ1作目と同じ声優が務めた（但し、既に故人となっているキャストを中心に変更あり）。2021年9月24日より原作者の高橋陽一が原案の『NEXT DREAM』を配信開始、マドリッド・オリンピック後のストーリーを描く。
キャプテン翼 -RIVALS-
PC・スマートフォン。2023年1月12日公開。ゲームを開始するためには、招待コードと少なくとも1つの選手NFTが必要となる。KLabのWeb3関連事業を管轄する子会社のBLOCKSMITH&Co.と、Thirdverseを中心とする企業グループによる配信作品。

### オリジナルの登場人物
以下に挙げるキャラクターはいずれも『たたかえドリームチーム』の特別シナリオに登場し、原作者の高橋陽一が監修している。
ワールドユース終了後、葵、日向、若林が参加する『欧州ユースチャンピオンカップ』で登場。
アキレウス・ロマーノ
声 - 江口拓也
アテネユースのFW。イタリア出身。「英雄アキレスの再来」と呼ばれる天才。
フェルナンド・ガルデル
声 - 福山潤
アテネユースのGK。ウルグアイ出身。蓄積した膨大なデータで勝利を導く参謀。
ジャン・バティスト・ユーゴー
声 - 石川界人
パリユースのGK。フランス出身。「パリの守護神」と呼ばれるキーパー。
ジュスト・イダルゴ
声 - 日野聡
パリユースのMF。フランス出身。パリユースの中心選手で、鍛えられた左脚でゴールを狙う。
アルフレッド・ディ・ピアソラ
声 - 皆川純子
コペンハーゲンユースのMF。アルゼンチン出身。生まれつき身体が弱かったが、サッカーを通して克服した。
ティアゴ・ロッシ
声 - 小山力也
コペンハーゲンユースのMF。イタリア出身。2メートルを超える巨体。言葉数は少ない。

## GMO
アニメ4作目とタイアップされた商品。
キャプテン翼ZERO 〜決めろミラクルシュート〜（スマートフォン用）
App Store/Google Play、2018年10月18日公開。2022年6月29日サービス終了。
略称は「キャプゼロ」。アニメ同様小学生編からの内容を踏襲しつつ、サブシナリオとしてオリジナルのストーリーも盛り込まれている。
アニメでは展開されなかった「Jr.ユース編」のシナリオを2019年9月11日に、「ワールドユース編」のシナリオを2021年5月12日にリリース開始した。
キャプテン翼ZERO 〜決めろミラクルシュート〜（PCブラウザ用）
ゲソてん byGMO PCブラウザ版、2019年03月12日公開。Yahoo!モバゲー、2019年8月8日公開。2022年4月13日サービス終了。

### オリジナルの登場人物

#### 小学生のチーム

##### 西ヶ丘小
浦辺反次がキャプテンを務める静岡県のチーム。原作での表記は「西が丘小」だが、アニメ4作目およびキャプゼロでは「西ヶ丘小」となっている。
佐久間 蒼
MF。浦辺の幼馴染。元々FWでヘディングが得意。修哲小Bチームとの練習試合に井沢が出場することを知り井沢を抑えるため、幼馴染3人の息の合った連携が必要だとし、ボランチに位置を下げる。この連携プレイに「西ヶ丘トリオ」と名付けた。
原 慶太
MF。浦辺の幼馴染。トップ下。修哲小Bチームとの試合では西ヶ丘トリオの連携で井沢からボールを奪う。

##### 水越小
石崎了が大空翼に修哲カルテットの説明をする際に修哲小が対戦していた静岡県のチーム。
望月 蓮
FW。無個性なチームを勝利に導くため、パスを通されやすい弱点を利用した「袋小路作戦」を提案する。
深沢 歩
DF。パスやトラップが苦手なため、パスを受けなくて済むという理由でDFになった。

##### 山吹小
岸田猛がキャプテンを務める静岡県のチーム。
杉浦 樹
DF。タイミングの合った連携を止める観察眼を持つ。片山には緩急をつけるようアドバイスをした。
片山 碧人
FW。岸田、杉浦よりもおそらく年下。キャプテンである岸田のことをかっこいいと思っている。西ヶ丘トリオに対し、FW4人の連携で対抗する。

##### 大洲SS
全国大会予選リーグにて南葛・明和・花輪と同じ1組に入った福岡代表のチーム。
石橋 陽介（いしばし ようすけ）
声 - 木島隆一
DF。大洲SSの副キャプテン。実家がお寺。チームが敗戦時に和尚に相談を行い、東と共に独自の特訓を始める。
東 大吾（ひがし だいご）
声 - 高橋英則
FW。パワータイプでヘディングは驚異的であったがグラインダーの処理が欠点で悩んでいた。

##### 日光SC
全国大会予選リーグ5組をトップ通過した栃木代表のチーム。
永井 芽衣（ながい めい）
声 - 本渡楓
女性GK。日光SCのキャプテン。マリアにチームの弱さをストレートに言われたことをキッカケにメンバーに朝練を提案する。
マリア モレーノ
声 - 小松未可子
女性FW。アルゼンチンからの留学生。自国よりもサッカーのレベルが低いことに愕然としていたが、偶然朝練を見かけてからはチームに好意的な姿を見せる。

##### 九十九里
岬太郎が一時期所属していた千葉県のチーム。
内山 綾乃
声 - 鬼頭明里
女性MF。九十九里のキャプテン。颯太との連携が合わずよく衝突している。
鈴木 颯太
声 - 市来光弘
GK。岬の提案した浜辺での練習に疑問を感じていたが、校内体力測定にてその効果を実感する。
高橋 葉月
声 - 五十嵐裕美
女性FW。九十九里のストライカー。ピンチの時でも颯太と綾乃が前線までつないでくれると二人を信頼している。

##### 島原
全国大会予選リーグにて南葛・明和・花輪と同じ1組に入った長崎代表のチーム。
宮崎 琴音
声 - 洲崎綾
女性MF。宮崎双子姉妹の姉。花輪戦前、立花兄弟に興味を示していなかったが、対戦したことで興味を持つ。刀馬から翼と岬が全日本少年サッカー大会決勝で放ったツインシュートの話を聞き、自分たちなりのツインシュートを編み出す。
宮崎 彩音
声 - 小澤亜李
女性MF。宮崎双子姉妹の妹。双子である立花兄弟との対戦を楽しみにしていた。立花兄弟の実力に近づくため、お互いちゃん付けで呼び合っていたのを呼び捨てにすることから始める。
上田 刀馬
声 - 市来光弘
DF。宮崎姉妹とは幼稚園の頃に蹴鞠を通して知り合った。居合もやっていたがあまり覚えていない。

##### 博多
岬太郎が一時期所属していた福岡県のチーム。
井上 葵
声 - 中原麻衣
女性GK。博多のキャプテン。未来と慎とは幼馴染。シュートへの反応はよいが、押し負かされることもしばしば。その弱点を克服するために岬と特訓をする。
山下 未来
声 - 阿澄佳奈
女性DF。5年生。大人チームに勝つためのカウンターの起点になるべく、慎と特訓する。
田中 慎
声 - 小野賢章
FW。シュートの精度は高いが、それが仇となり大人チームに通用しない。岬の提案でその裏をかくループシュートを身につける。

##### 一枝
日向小次郎の初登場シーンにて明和FCが対戦していた埼玉県のチーム。
吹野 朝日
声 - 山谷祥生
MF。一枝のキャプテン。日向のラフプレーには感心していないが、勝負にかける姿勢は認めている。
高柴 一樹
声 - 喜多村英梨
DF。日向の猛攻を最後に止めに入った選手。怪我を負ったものの、そのプレーから日向の勝利にかける気持ちを感じる。
新堀 颯
声 - 村中知
FW。日向のプレーに納得していなかったが、日向が家計を助けつつ一人で練習に励む姿を見かけてからは考えを改める。

##### 日高
全国大会に出場した南北海道代表のチーム。
月居 英志
声 - 土岐隼一
FW。日高のキャプテン。常にサッカーのことを考えており、文と凛華の実力を認めている。同じ北海道のふらのの試合を偵察しに行き、ストライカーとして決定的な技が必要だと奮起する。
渕瀬 文
声 - 大坪由佳
女性DF。サッカーが大好きな女の子で、サッカー自体に興味を示さない凛華にサッカーの魅力を伝える。練習の末、凛華とのコンビネーションを習得する。
七崎 凛華
声 - 山下七海
女性MF。転入生で文のクラスメイト。スポーツが得意で転校前の学校では様々な競技に助っ人で参加していた。サッカーは未経験だったが、持ち前のセンスで技術をものにする。
英志に一目惚れし、サッカーの駆け引きを恋の駆け引きと照らし合わせ、サッカーを始めた頃よりは真剣に打ち込むようになる。

##### 札幌
北北海道大会決勝にてふらのに敗戦したチーム。
藤森 陽斗
声 - 汐谷文康
DF。札幌のキャプテン。大地と海とは幼稚園からの幼馴染で、それぞれの名前から陸空海トリオと呼ぶ。鉄壁の守備という札幌は伝統を全うし、守備の練習に力を入れている。
稲船 大地
声 - 伊東健人
DF。パワーとテクニックは全国レベルで、陽斗との守備のは固い。二人の良き理解者で、特に海のことを気にかけている。
加我 海
声 - 山本希望
FW。エースストライカーだが、存在感が薄い。守りを重視しずぎる陽斗に対し、自身の影の薄さと幼馴染のコンビネーションを活かした「コロポックルカウンター」提案する。

##### 北山
全国大会予選リーグにて南葛・明和・花輪と同じ1組に入った奈良代表のチーム。
中辻 綾人
声 - 柿原徹也
DF。転校してすぐ北山のキャプテンになり、全国大会優勝を目標に掲げる。実力の持ち主で、奇抜な特訓でチーム力の向上を図る。
日浦 柊
声 - 梶原岳人
FW。ドリブルスピードがはやく、綾人の特訓を経てさらにスピードに磨きがかかる。素直な性格で冗談や嘘を見抜けず、フェイントをかけることも得意ではない。
生駒 咲良
声 - 上田麗奈
女性GK。ジャンケンに負けてキーパーを務めているが、飛んでくるボールを怖がりキーパーにもかかわらずボールを避けている。しかし、綾人の鹿特訓で動体視力と洞察力に磨きがかかり、キャッチできるようにやる。鹿が好き。

#### 中学生のチーム

##### 中原中
東海地区サッカーフェスティバルにて南葛中と対戦した葵新伍と井出保の所属する岐阜県のチーム。
堀 航平
声 - 豊永利行
DF。中原中のキャプテン。監督の作戦に忠実に従う。以前作戦と違った試合展開にて敗戦したことがあり、指示とは違う行動には慎重になる。
羽鳥 高志
声 - 古川慎
FW。南葛中戦では葵のみを前線に残す作戦から、FWでありながらも作戦に従い守備に回る。しかし、それでは勝つことはできないという葵の意見に賛同し、南葛中戦後から葵との攻めのコンビネーションを磨く。

## ソニー・ミュージックコミュニケーションズとタイトー
ソニー・ミュージックコミュニケーションズとタイトーの共同開発で、VRアミューズメント筐体『VRキャプテン翼 ～燃えろストライカー～』のロケーションテストが、 2018年10月18日から28日にかけてSPACE INVADERS ROOM、同年10月19日から26日にかけてGinza Sony Parkにて開催された。

## 評価
『THE WAY TO WORLD YOUTH』はファミコン通信クロスレビューでは5、6、6、4の21点。レビュアーは原作を読んでいれば楽しめるストーリーで新しい試みに挑もうとしているようだが展開が目まぐるしく進むためその中で目押しのように素早くいくつもの判断をしなければいけないことが多い、自分のやりたいようにプレイできない操作感覚、試合のフィールドは湾曲していて勝手がわかるまで時間がかかる、メイン画面は大き過ぎてサブマップは小さすぎてキャラの現在地がわからない、ボールをとったら走って適当に必殺シュートを放つことになる、原作への思い入れが強ければ乗り越えられるとも言えるとした。